# Liste der Biografien/Henc
Liste der Biografien |
Portal Biografien |
Personensuche
# |
A |
B |
C |
D |
E |
F |
G |
H |
I |
J |
K |
L |
M |
N |
O |
P |
Q |
R |
S |
T |
U |
V |
W |
X |
Y |
Z |
?
 
Ha |
Hd |
He |
Hi |
Hj |
Hk |
Hl |
Hm |
Hn |
Ho |
Hr |
Hs |
Ht |
Hu |
Hv |
Hw |
Hy
 
Hea |
Heb |
Hec |
Hed |
Hee |
Hef |
Heg |
Heh |
Hei |
Hej |
Hek |
Hel |
Hem |
Hen |
Heo |
Hep |
Heq |
Her |
Hes |
Het |
Heu |
Hev |
Hew |
Hex |
Hey |
Hez
 
Hena |
Henb |
Henc |
Hend |
Hene |
Henf |
Heng |
Henh |
Heni |
Henj |
Henk |
Henl |
Henm |
Henn |
Heno |
Henq |
Henr |
Hens |
Hent |
Henu |
Henv |
Henw |
Heny |
Henz
Die Liste der Biografien führt alle Personen auf, die in der deutschsprachigen Wikipedia einen Artikel haben. Dieses ist eine Teilliste mit 64 Einträgen von Personen, deren Namen mit den Buchstaben „Henc“ beginnt.

## Henc

### Hench
- Hench, John (1908–2004), amerikanischer Illustrator, Storyboard Artist und Production Designer
- Hench, Philip Showalter (1896–1965), US-amerikanischer Arzt
- Henche, Hans Rudolf (1940–2024), deutscher Chirurg
- Henchoz, Noah (* 2002), Schweizer Fussballspieler
- Henchoz, Stéphane (* 1974), Schweizer Fussballspieler
- Henchy, Chris (* 1964), US-amerikanischer Drehbuchautor, Filmproduzent und Executive ProducerChris Henchy (* 1964)

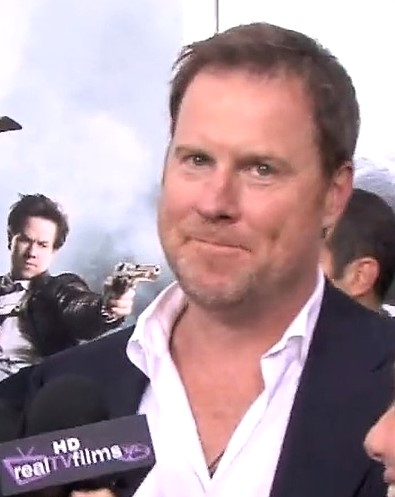
Chris Henchy (* 1964)

### Henck
- Henck, Fritz (1868–1928), deutscher Politiker (SPD)
- Henck, Herbert (1948–2025), deutscher Pianist
- Henck, Michael (1667–1715), schwedischer Admiral
- Henck, Sophie (1822–1893), dänische Blumenstilllebenmalerin
- Hencke, Andor (1895–1984), deutscher Diplomat und Unterstaatssekretär
- Hencke, Johann (1697–1766), österreichischer Orgelbauer
- Hencke, Karl Ludwig (1793–1866), deutscher Amateurastronom
- Hencke, Stefan (* 1962), deutscher Ökonom und Unternehmer
- Hencke, Wilhelm (1797–1860), preußischer Generalmajor

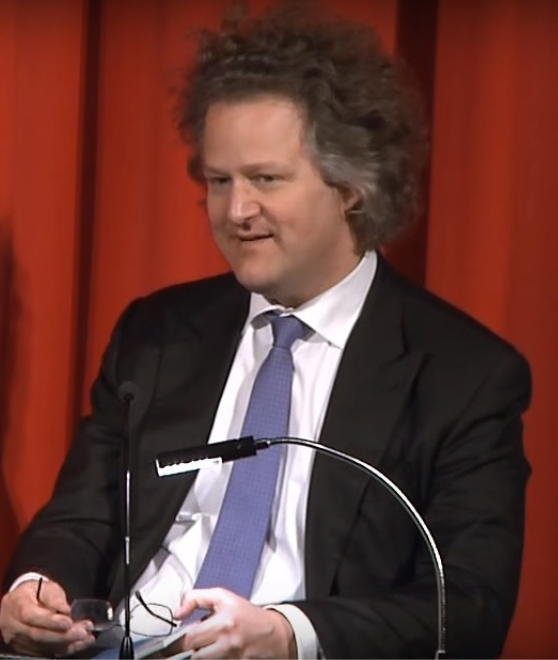
Florian Henckel von Donnersmarck (* 1973)

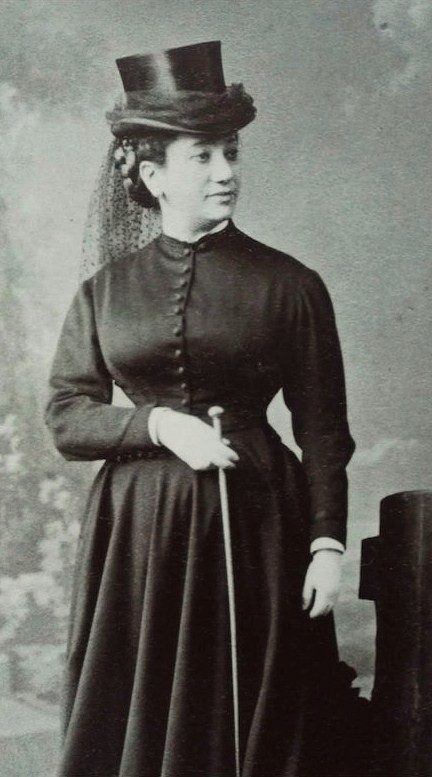
Pauline Henckel von Donnersmarck (1819–1884)

- Henckel von Donnersmarck, Augustinus Heinrich (1935–2005), deutscher Prämonstratenser-Chorherr der Abtei Hamborn, römisch-katholischer Theologe und Wirtschaftsethiker
- Henckel von Donnersmarck, Carl Joseph Traugott (1773–1850), preußischer Landrat
- Henckel von Donnersmarck, Carl Lazarus (1772–1864), deutscher freier Standesherr und Industrieller
- Henckel von Donnersmarck, Edwin (1865–1929), deutscher Graf, Unternehmer und Politiker (Zentrum)
- Henckel von Donnersmarck, Eleonore Maximiliane Ottilie (1756–1843), Oberhofmeisterin in Weimar
- Henckel von Donnersmarck, Elias Maximilian (1748–1827), preußischer Generalmajor, Chef des Kürassierregiments Nr. 1
- Henckel von Donnersmarck, Erdmann Gustav (1732–1805), preußischer Landrat und Landschaftsdirektor
- Henckel von Donnersmarck, Erdmann Heinrich (1681–1752), deutscher Pietist und Erbauungsschriftsteller
- Henckel von Donnersmarck, Florian (* 1973), deutsch-österreichischer Filmregisseur und DrehbuchautorFlorian Henckel von Donnersmarck (* 1973)
- Henckel von Donnersmarck, Gabriel Ludwig (1750–1798), preußischer Landrat
- Henckel von Donnersmarck, Georg Graf (1902–1973), deutscher Politiker (CSU), MdB
- Henckel von Donnersmarck, Guido (1830–1916), schlesischer Industrieller
- Henckel von Donnersmarck, Hugo (1811–1890), deutsch-österreichischer Unternehmer
- Henckel von Donnersmarck, Hugo III. (1857–1923), deutscher Magnat, Jurist und Offizier
- Henckel von Donnersmarck, Lazarus (1785–1876), preußischer Generalleutnant, Kommandant der Festung Schweidnitz
- Henckel von Donnersmarck, Lazarus (1817–1887), deutscher Diplomat, Rittergutsbesitzer und Hofbeamter
- Henckel von Donnersmarck, Lazarus I. (1551–1624), Bankier und Unternehmer
- Henckel von Donnersmarck, Lazarus III. († 1805), Standesherr und Montanindustrieller
- Henckel von Donnersmarck, Lazarus IV. (1835–1914), deutscher Rittergutsbesitzer und Politiker (Zentrum), MdR
- Henckel von Donnersmarck, Leo Victor Felix (1785–1861), preußischer Kammerherr und Geheimer Regierungsrat
- Henckel von Donnersmarck, Leo-Ferdinand Graf (1935–2009), deutscher Manager
- Henckel von Donnersmarck, Pauline (1819–1884), französische MätressePauline Henckel von Donnersmarck (1819–1884)
- Henckel von Donnersmarck, Sebastian (* 1972), deutscher Filmregisseur, Drehbuchautor, Regisseur und Filmproduzent
- Henckel von Donnersmarck, Viktor (1854–1916), deutscher Diplomat
- Henckel von Donnersmarck, Viktor Amadeus (1727–1793), preußischer Generalleutnant und Gouverneur von Königsberg
- Henckel von Donnersmarck, Wilhelm Ludwig Viktor (1775–1849), preußischer Generalleutnant
- Henckel, Alexander-Paul (1872–1927), russischer Biologe und Hochschullehrer
- Henckel, Antonius Jacobus (1668–1728), deutscher lutherischer Theologe
- Henckel, Frithjof (* 1950), deutscher Ruderer
- Henckel, Hermann (1825–1893), deutscher Kaufmann, Bankier und Unternehmer
- Henckel, Joachim Friedrich (1712–1779), deutscher Chirurg
- Henckel, Johann Friedrich (1678–1744), deutscher Arzt, Mineraloge, Metallurg und Chemiker
- Henckel, Johann Otto (1636–1682), deutscher evangelischer Theologe
- Henckel, Karl Otto (1899–1984), deutscher Anatom, Anthropologe (Physische Anthropologie) und Rassentheoretiker
- Henckel, Susanne (* 1964), deutsche politische Beamtin
- Henckel, Wilhelm (1825–1910), Buchhändler, Verleger, Übersetzer russischer Literatur ins Deutsche, deutsch-russische Kulturbeziehungen
- Henckel, Wolfram (1925–2024), deutscher Jurist und Hochschullehrer
- Henckel-Donnersmarck, Anna (* 1973), deutsche Filmschaffende und Kuratorin
- Henckel-Donnersmarck, Gregor (1943–2025), österreichischer römisch-katholischer Geistlicher und Theologe; Zisterzienser; Abt des Stiftes Heiligenkreuz
- Henckell, Gustav (1859–1942), deutsch-schweizerischer Konservenfabrikant
- Henckell, Jürgen (1915–2007), deutscher Schriftsteller, Kabarettist, Maler und Grafiker
- Henckell, Karl (1864–1929), deutscher Schriftsteller
- Henckels, Paul (1885–1967), deutscher SchauspielerPaul Henckels (1885–1967)

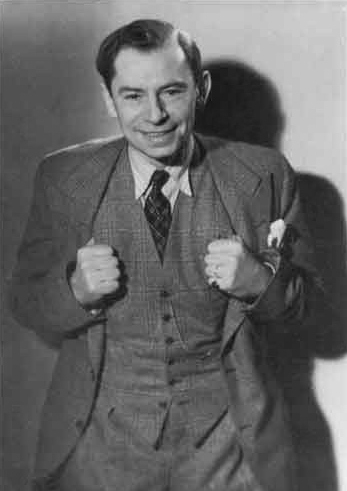
Paul Henckels (1885–1967)

- Hencken, Hugh O’Neill (1902–1981), US-amerikanischer Prähistoriker
- Hencken, John (* 1954), US-amerikanischer Schwimmer
- Henckes, Jacques-Yves (* 1945), luxemburgischer Rechtsanwalt und Politiker, Mitglied der Chambre
- Henckis, Konrad, deutscher Buchdrucker und Buchhändler
- Henckmann, Wolfhart (* 1937), deutscher Philosoph und Hochschullehrer
- Hencky, Heinrich (1885–1951), deutscher Ingenieur